# 25944 Charlesross
25944 Charlesross este o planetă minoră (asteroid) din centura de asteroizi. A fost descoperită pe 2 martie 2001 la Stația Anderson Mesa de Lowell Observatory Near-Earth-Object Search. 
Obiectul prezintă o orbită caracterizată de o semiaxă mare de 2,4080035 UAi, o excentricitate de 0,21, o înclinație de 3,58591 ° în raport cu ecliptica.